# Casal de Taurinyà
El Casal de Taurinyà és una obra de Ripoll protegida com a Bé Cultural d'Interès Local.

## Descripció
Casa construïda a la cruïlla de la plaça Nova, el carrer del Prat i el carreró que dona accés al pont del Raval. Els elements arquitectònics més interessants de la casa es troben als baixos de la casa, a l'entrada hi ha un arc de mig punt rebaixat, sobre impostes motllurades i pilastres amb figures humanes esculpides en alt relleu gravat a la pedra consta l'any 1695. Al carreró que enfila cap al pont, hi ha una porta tapiada amb brancals de pedra i una llinda en què hi ha representat un toro, emblema del llinatge Taurinyà. Alhora, als baixos de la casa hi ha arcades de punt rodó del primitiu pont del raval i el pas que dona al terrat hi ha a l'altra banda del pont.
L'any 2015 es va acreditar com a BCIL una altra de les llindes del mas. Es tracta d'una llinda de pedra picada escrita en llatí. Té gravada la data 1714 i es troba sobre la porta que dona accés als galliners i als corrals. (POUM 2015)